# Teteriv
Teteriv (ukrajinsky Тетерів) je řeka v Žytomyrské a Kyjevské oblasti na Ukrajině, pravý přítok Dněpru. Je 365 km dlouhá. Povodí má rozlohu 15 100 km².

## Průběh toku
Pramení na Podněperské vysočině, teče Polesím a ústí do Kyjevské přehrady. Zdroj vody je převážně sněhový. Největší přítoky jsou Hujva a Zdviž zprava. Na dolním toku je splavná. Leží na ní města Žytomyr, Korostyšiv, Radomyšl a Čudniv.

## Vodní režim
Průměrný průtok ve vzdálenosti 136 km od ústí je 18,4 m³/s. Zamrzá v listopadu až na začátku ledna a rozmrzá na konci února až na začátku dubna.